# Улица Генерала Хетагурова (Владикавказ)
Улица Генерала Хетагурова — улица во Владикавказа, Северная Осетия, Россия. Находится в Затеречном муниципальном округе между улицей Барбашова и Малиева. Начинается от улицы Барбашова.
Улица Генерала Хетагурова пересекается с улицами Таутиева, Островского, Зелёной, переулком Карджинским, улицами Генерала Мамсурова, Кольбуса, Бритаева и Калинина.
На улице Генерал Хетагурова заканчивается улица Дигорская.
Улица названа именем советского генерала Героя Советского Союза Георгия Хетагурова.
Улица образовалась в первой половине XX века. В 1943 году отмечена на карте города Орджоникидзе как «Полевая улица». 
4 октября 1977 года Исполком Орджоникидзевского городского совета народных депутатов «в целях увековечения памяти видного советского военачальника, активного участника Великой Отечественной войны, генерала армии, Героя Советского Союза Георгия Ивановича Хетагурова» переименовал Полевую улицу в улицу Генерала Хетагурова.